# Fuentes-Rosas
Fuentes-Rosas (llamada oficialmente San Xoán de Fontes Rosas) es una parroquia española del municipio de Touro, en la provincia de La Coruña, Galicia.

## Entidad de población
Entidad de población que forma parte de la parroquia:
- Cimadevila

## Demografía
| Gráfica de evolución demográfica de Fuentes-Rosas entre 2000 y 2019 |
|                                                                     |
| Datos según el nomenclátor publicado por el INE.                    |